# Casa del Ascensor
La casa del Ascensor es un edificio modernista situado en una esquina que enlaza la rambla de Méndez Núñez con el Portal de Elche, en la ciudad española de Alicante. Debe su nombre al hecho de haber sido el primer edificio de la ciudad en incorporar un ascensor.
Fue proyectado en el año 1903 por el arquitecto Enrique Sánchez Sedeño para el médico alienista de Villajoyosa José María Esquerdo. El edificio muestra una decoración ecléctica, con elementos del modernismo valenciano en recercados, balaustradas y antepechos de los balcones.